# Забирко, Виталий Сергеевич

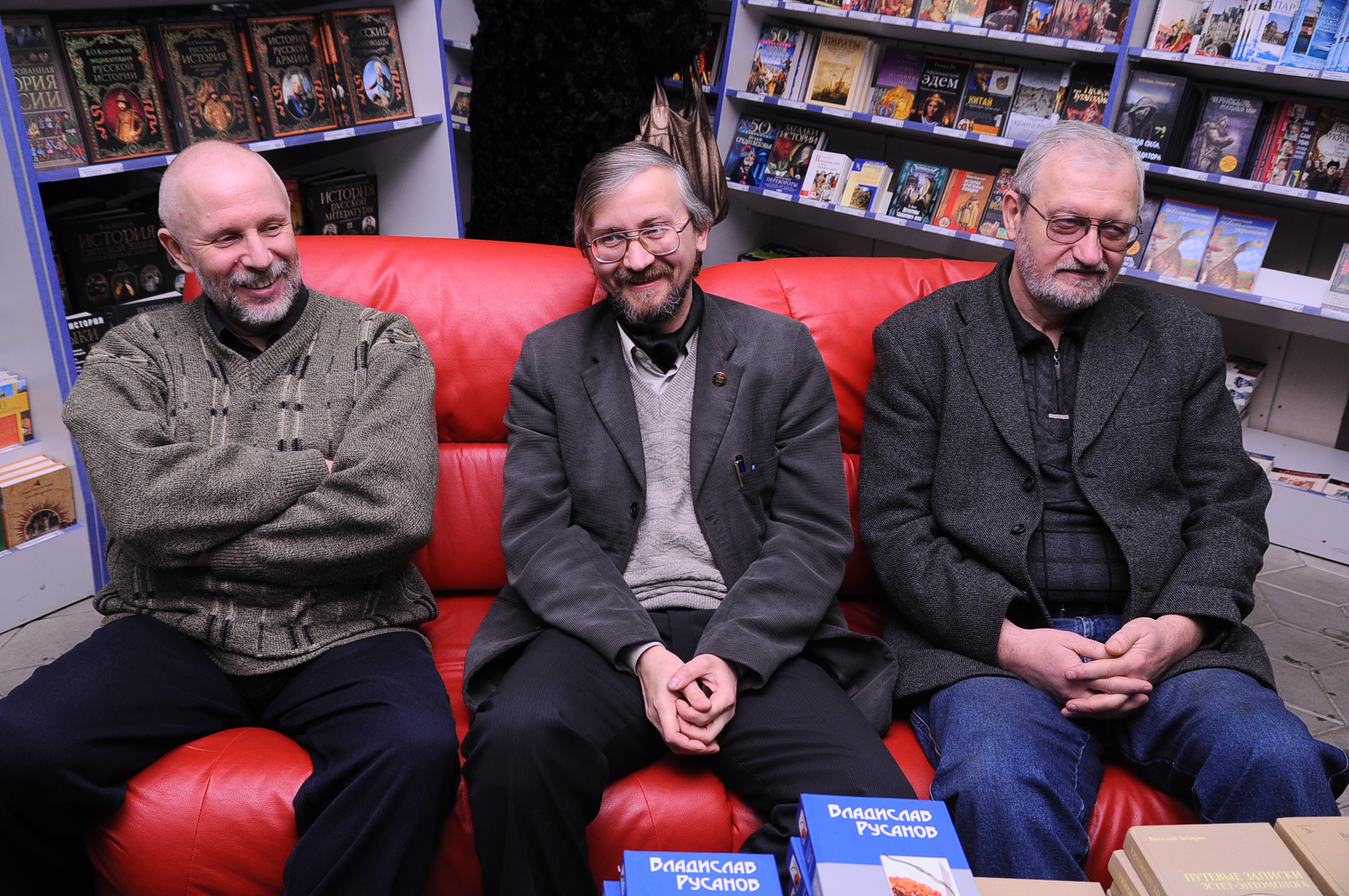
2011 год. Встреча с донецкими писателями-фантастами. Слева-направо: Михаил Белозёров, Владислав Русанов, Виталий Забирко

Виталий Сергеевич Забирко(укр. Забірко Віталій Сергійович; род. 22 декабря 1951, Артёмовск, Сталинская область, Украинская ССР)— писатель-фантаст, член Национального союза писателей Украины и Союза Писателей России. Пишет на русском языке.
Родился 22 декабря 1951 года в Артёмовске(ныне Бахмут). Окончил химический факультет Донецкого государственного университета. Работал старшим научным сотрудником ВНИИ Реактивэлектрон, потом главным редактором донецкого издательства «Отечество». Участвовал в трёх семинарах молодых писателей-фантастов, которые проводил Совет по приключенческой и научно-фантастической литературе Правления СП СССР, и примерно в десятке семинаров Всесоюзного творческого объединения молодых писателей-фантастов. Называл себя "заочным учеником" братьев Стругацких.
В настоящее время[какое?] живёт в Донецке, занимается исключительно литературной деятельностью, продолжает писать и публиковать литературные произведения.
С детства любил читать художественную литературу, часами просиживал в читальном зале библиотеки (не всё, что хотелось прочитать, выдавали на дом), вместе с тем нравились и точные науки. Не напрасно после школы поступил в институт на химический факультет и затем семнадцать лет проработал старшим научным сотрудником ВНИИРеактивэлектрон. Наверное, эта любовь (либо предрасположенность интеллекта) и обусловила приход в научную фантастику...

## Премии
- Лучший научно-фантастический рассказ международного конкурса «71-РОБОТ-72» — «Сторожевой пёс корпорации» (организатор — журнал «Техника-молодёжи»).
- Премия «Чумацький шлях»-1992 за лучшее украинское научно-фантастическое произведение за повесть «Войнуха».
- Международная премия «Бронзовый Икар»-2006 за роман «Антропогенный фактор» в номинации «лучший научно-фантастический роман года».
- Лунная радуга, 2013  // за вклад в развитие фантастики.
- Литературная премия имени И.А. Ефремова, 2018 // За выдающийся вклад в развитие отечественной фантастической литературы.